# ساب‌پاشی

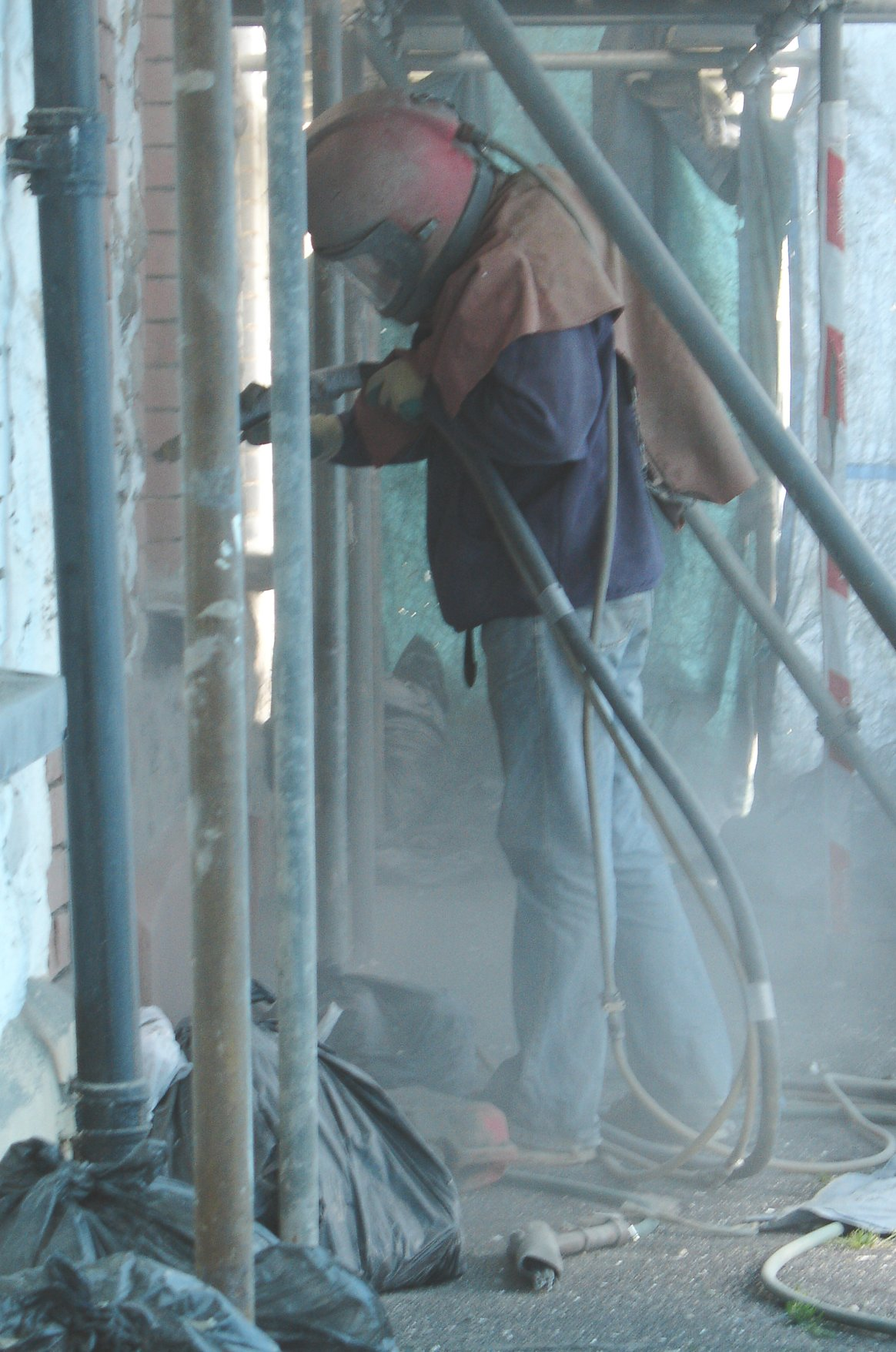
ساب‌پاشی

فرایندی که در آن ذرات ساینده تحت فشار هوا روی سطح قطعات فولادی پاشیده می‌شود تا برای رنگ‌کاری آماده شوند ساب‌پاشی یا ماسه‌فشانی (به انگلیسی: Abrasive blasting) نام دارد.
متداول‌ترین انواع ساب‌پاشی عبارتند از: شن‌زنی (سندبلَست)، خیس‌پاشی (وت بلست)، ساچمه‌پاشی (شات بلست)، سنگریزه‌پاشی (گریت بلست)، مکش‌زنی (وکیوم بلست)، پاشش جوش شیرین (سودا بلست)، فرچه‌زنی (بریستل بلست)، یخ‌پاشی (آیس بلست)، قلمی‌زنی (میکروبلست) و تیله‌پاشی (بید بلست). 

## شن‌زنی
نوعی از ساب‌پاشی که در آن تمیزکاری سطح فلز از طریق پاشیدن جریانی پرسرعت از ماسه یا ماده ساینده دیگر صورت می‌گیرد را شن‌زنی (سندبلاست) می‌گویند.
شن‌زنی به این صورت است که ماسه‌های ساینده که عمدتاً از جنس سیلیس و اکسید فلزات با اندازه‌های مختلف هستند با استفاده از فشار باد کمپرسور شتاب گرفته و بر روی سطح قطعه پاشیده می‌شوند. با استفاده از شن‌زنی می‌توان عملیات زنگ‌زدایی، ماسه‌زدایی و رنگ‌برداری سطوح داخلی و خارجی قطعات یا صیقل دادن را انجام داد. تمیزکاری انواع قالب‌های صنعتی، زبر کردن سطوح قطعات (با استفاده از ساینده‌های مخصوص) جهت بهینه انجام شدن عملیات لعاب‌کاری و تفلون کاری برای ماندگاری و کیفیت بهتر نیز از دیگر کاربردهای شن‌زنی است. شن‌زنی همچنین در آماده کردن سطوح قطعات جهت انجام انواع آبکاری‌های صنعتی، تزئینی یا رنگ مورد استفاده قرار می‌گیرد. حک کردن نوشته و نقوش مختلف و گودبرداری یا برجسته‌کاری آن‌ها بر روی سطوح شیشه‌ای، چوبی، ام‌دی‌اف، کاشی، سرامیک و طلق که بیشتر برای انجام امور تجاری و تبلیغاتی و تزئینات دکور مورد استفاده می‌باشد، نیز از دیگر موارد کاربرد شن‌زنی است.

### پیدایش شن‌زنی
تاریخچه هرچیزی را داستان چگونه پدیدار شدن آن می‌سازد و تاریخچه ماسه‌فشانی را داستانی می‌سازد که قهرمانش جنرال بنجامین تیلگمن است؛ ماجرا از این قرار است که روزی جنرال بنجامین تیلگمن (مخترع اولین دستگاه سندبلاست)، در کلبه چوبی خود در قرارگاهی نظامی مشغول استراحت است که در آن محل طوفان شن رخ می‌دهد. بنجامین پس از تمام شدن طوفان، می‌خواهد از پنجره اتاق خود به بیرون نگاهی بیندازد که مسئله‌ای پیش پا افتاده توجه او را از طوفان شن به شیشه پنجره اتاقش جلب می‌نماید؛ شیشه اتاق در اثر برخورد ذرات شن در طی طوفان، مات شده و این مسئله ای است که بنجامین را به فکر وامی‌دارد تا جرقه اختراع وسیله‌ای که با آن بتوان ذرات شن را با سرعت زیاد بر روی سطح قطعات پرتاب کرد در ذهن او شکل بگیرد و اولین دستگاه ماسه‌پاش جهان اختراع شود؛ دقت مثال زدنی جنرال آمریکایی خدمتی بزرگ را به جامعه بشریت عرضه می‌دارد و او را به مردی بزرگ و پدر سندبلاست جهان تبدیل می‌کند؛ او با دقت در این پدیده ساده اما مهم و کشف روش سندبلاست توانست روش قدیمی تمیزکاری و آماده‌سازی سطوح را که در بسیاری از موارد گران و غیرممکن بود کنار گذارد و سندبلاست را به عنوان فرایندی باصرفه، کارآمد و پربازده به جهانیان معرفی کند.

## خیس‌پاشی
روند کار در این روش پاشش مواد ساینده مخلوط شده با آب به وسیلهٔ هوای فشرده یا سیستم‌های ویل بلاست است که عموماً این تکنیک با انرژی هوای فشرده بکار می‌رود. کاربردی‌ترین دستگاه‌های وت بلاست، دستگاه‌های خیس‌پاش سیار هستند، که عمدتاً برای آماده‌سازی سطوح قطعات با ابعاد بزرگ و غیرقابل حمل مورد استفاده قرار می‌گیرند. غبار منتشره عملیات بلاستینگ که از برخورد مواد ساینده به سطح و خردایش آن‌ها به وجود می‌آید در این روش تا ۹۰٪ رفع می‌گردد.

## ساچمه‌پاشی
ساچمه‌پاشی یا شات‌بلاست به معنی پرتاب ساچمه فولادی است. دو نوع دستگاه ساچمه‌زن با سامانه‌های پاشش ساینده وجود دارد:
۱- هوازنی (ایربلاست)، ۲-دستگاه‌های ساچمه‌زنی توربینی
۱- هوازنی:
در این دستگاه‌ها ساچمه‌های فولادی به وسیلهٔ نیروی هوای فشرده شتاب گرفته و بر روی سطوح مورد نظر پاشیده می‌شوند. دستگاه‌های فوق بیشتر برای انجام عملیات پاشش و تمیزکاری بر روی قطعات خاص یا موضع خاصی از یک قطعه یا انجام عملیات خاص پاشش کنترل شده در صنعت مورد استفاده قرار می‌گیرند.
۲-دستگاه‌های ساچمه‌زنی توربینی:
در این دستگاه‌ها دیگر خبری از هوای فشرده و مزایا و معایب آن نیست و سامانه پرتاب‌کننده ساینده یک فلکه دوار است که با سرعت حول یک محور می‌چرخد. ساچمه‌های فولادی از دریچه مخصوصی تحت زاویه و دبی معین وارد این فلکه می‌شوند و بر روی سطح مورد نظر پرتاب می‌شوند. دستگاه‌های فوق بیشتر برای انجام عملیات تمیزکاری و آماده‌سازی سطوح در تعداد و سطوح بالا مورد استفاده قرار می‌گیرند.
ساچمه‌پاشی به معنی مورد حمله قرار دادن سطحی از یک ماده به وسیلهٔ پرتاب ساچمه است. هنگامی که عمل شات بلاست انجام می‌شود مقداری از سطح بیرونی ماده مورد نظر برداشته می‌شود و به اصطلاح شات می‌شود. عمل شات بلاست تقریباً در تمامی صنایعی که با فولاد سرو کار دارند از جمله هوا فضا، خودروسازی، عمران، کشتی سازی، ریل‌سازی و خیلی دیگر استفاده می‌شود.
ساچمه‌ای که برای عملیات ساچمه‌پاشی مورد استفاده قرار می‌گیرد از جنس‌های مختلفی می‌تواند باشد. از جملهٔ شن، ساچمه‌های فولادی کروی کوچک به قطرهای گوناگون، دانه‌های سیلیکون کاربید و …. وسیله‌ای که برای پاشش ساچمه یا همان عمل شات بلاست مورد استفاده قرار می‌گیرد هم می‌تواند مانند یک تفنگ باشد که شخص آن را در دست می‌گیرد و اقدام به عمل ساچمه‌پاشی می‌کند و هم می‌تواند به صورت دستگاهی باشد که با قرار دادن قطعه مورد نظر در آن دستگاه به کمک توربین اقدام به پاشش ساچمه یا همان شات بلاست می‌شود.
به‌طور خلاصه این کار باعث برطرف کردن عیب‌های سطحی از جمله زنگ زدگی و رنگ‌های باقی‌مانده روی قطعه می‌شود. همچنین یکی از موارد عمدهٔ استفادهٔ شات بلاست بر طرف کردن سطح ناهموار قطعه‌های ریخته‌گری شده‌است. در نتیجه قطعه شات بلاست شده آماده انجام کارهای بعدی از جمله رنگ کاری، آبدهی یا تراشکاری می‌شود. به‌طور هم‌زمان شات بلاست باعث بر طرف کردن عیوب سطحی از جمله خوردگی و ریز ترک می‌شود و با بر جای گذاشتن تنش پسماند روی سطح قطعه باعث افزایش عمر قطعه می‌شود.
تفاوت ماسه‌پاشی و ساچمه‌پاشی  به این صورت می‌باشد که در روش ماسه فشانی به این صورت است که ماسه‌های ساینده که عمدتاً از جنس سیلیس – مسباره و اکسید فلزات هستند با استفاده از فشار باد کمپرسور شتاب گرفته و بر روی سطح قطعه پاشیده می‌شوند.
در ساچمه‌پاشی، ساچمه‌های فولادی (کروی و شکسته) یا شات و گریت فولادی با استفاده از هوای فشرده یا توربین، شتاب گرفته و بر روی سطوح قطعات عموماً فلزی پرتاب می‌شوند.
برخورد مداوم ساچمه‌های فولادی در این تکنیک اجرای عملیات زنگ‌زدایی، ماسه زدایی از قطعات ریخته‌گری، رنگ برداری، پوسته زدایی از قطعات فورج، شات پینینگ و تنش زدایی از قطعات صنعتی را میسر می‌سازد.
عمده‌ترین روش پاشش در تکنیک ساچمه‌پاشی توربین گریز از مرکز پاشنده یا wheel blaster می‌باشد که در کلاس کاری صنعتی، صرفه جویی در هزینه‌های پاشش را برای کاربران خود فراهم می‌کند.

## شیشه‌پاشی

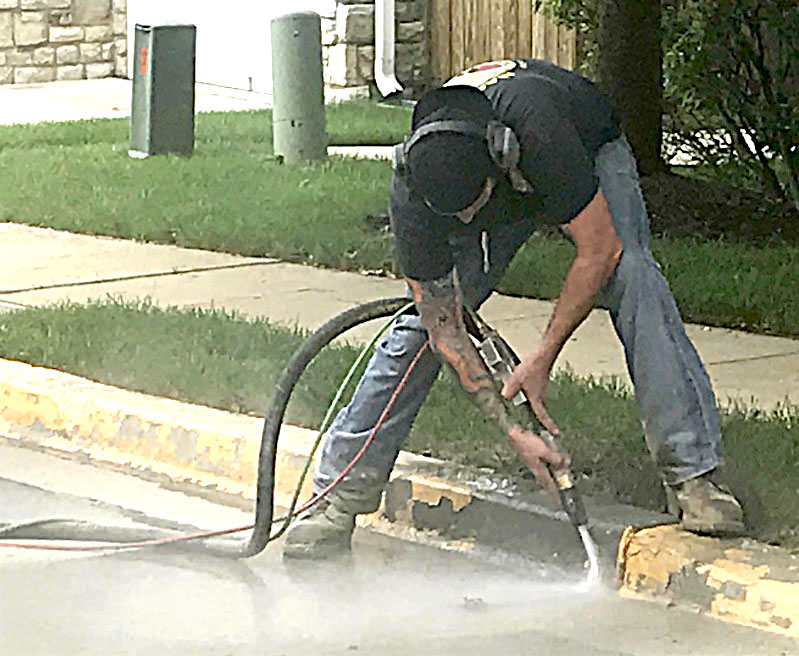
استفاده از فرایند گلس‌بلاست برای ازبین‌بردن رنگ جدول بتنی. ترکیب دانه‌های شیشه با آب بهتر می‌تواند گرد و خاک را کاهش‌دهد.

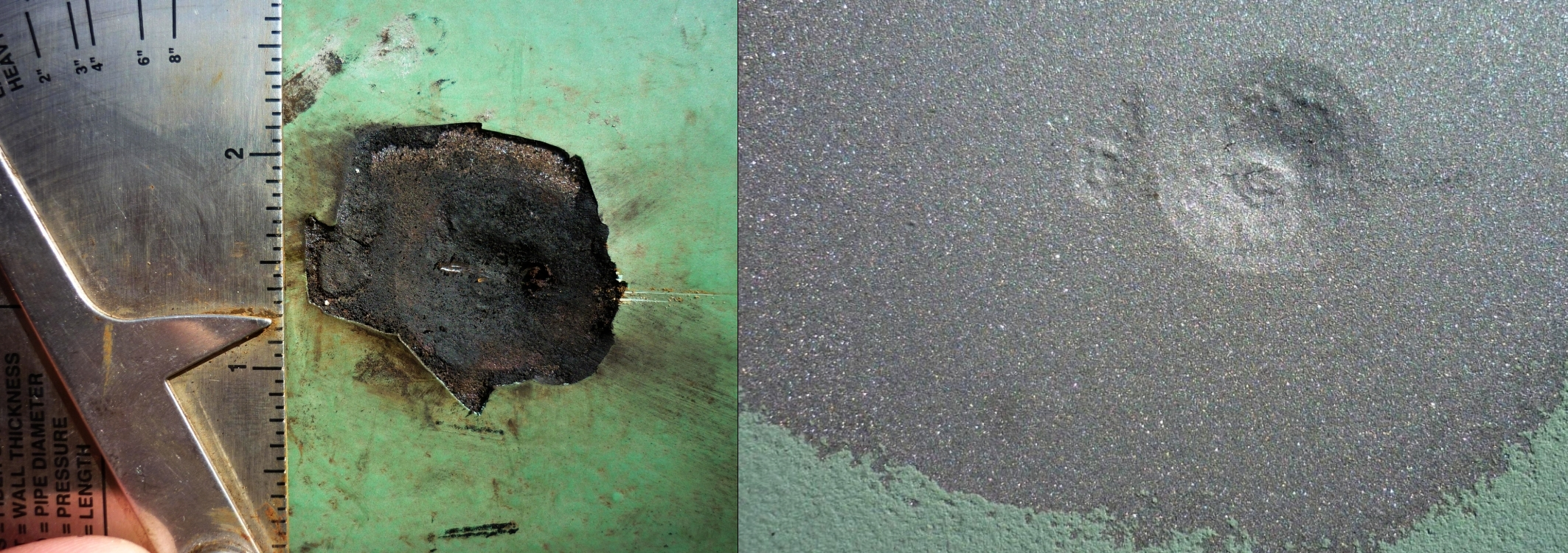
زنگ‌زدگی بر روی رنگ قسمت خارجی لوله انتقال، قبل و بعد از فرایند ساب‌پاشی

پرداخت‌کاری با ذرات شیشه را شیشه‌پاشی (انگلیسی: Glass Blast) می‌گویند. شیشه‌پاشی یکی از روش‌های پرداخت‌کاری و تمیزکاری مکانیکی سطوح با استفاده از دانه‌های بسیار ریز شیشه است. در این فرایند با پاشش دانه‌های پرفشار شیشه به قطعه، سطح مورد نظر را می‌توان تمیز و یکدست کرد. پیشینه این فرایندها به سال ۱۸۷۰ میلادی، زمانی که بنیامین چو تیلغمان اولین فرایند پرداخت‌کاری با استفاده از پاشش ذرات پرفشار را طراحی‌کرد بازمی‌گردد.
اگر در این فرایند از ذرات شیشه سبک استفاده کنیم، سطحی نیمه براق به‌دست می‌آید، اما اگر از ذرات سنگین تر شیشه استفاده کنیم، سطحی مات به‌دست می‌آید.
شیشه‌پاشی استاندارد از فشار معمول ۸۰# استفاده می‌کند.
این فرایند بیشتر در موارد زیر به کار می‌رود:
- پرداخت نهایی استیل ضدزنگ
- پرداخت قطعات آلومینیومی پیش از اکسید شدن یا رنگ‌کردن
- تمیزکاری سطوح فلزات رنگی همچون مس، برنز و برنج
- به عنوان پرداخت اولیه پیش از گالوانیزاسیون در رنگ‌کاری نیکل کرم

با این که اندازه ذره‌های شیشه، سایزهای متنوعی در بازه ۴۰ تا ۳۲۵ مش را دربرمی‌گیرد، بعضی سایزها متداول‌ترند. سایزهای معمول ذرات شیشه شامل ۵۰–۷۰, ۶۰–۸۰, ۷۰–۱۰۰و ۱۲۰–۲۰۰ مش می‌باشد. سایز سریعترین دانه شیشه در این فرایند، ۶۰–۱۰۰ مش می‌باشد. انتخاب بهترین سایز دانه‌های شیشه، باتوجه به کیفیت سطح مد نظر و جنس قطعه مورد نظر تعیین می‌شود.

### مزایای شیشه‌پاشی
روش پرداخت‌کاری با دانه‌های شیشه، در مقایسه با سایر روش‌های پرداخت سطوح همچون ساب‌پاشی، از امنیت و ایمنی بالاتری برخوردار است، و مانند ساب‌پاشی که قوانین سخت گیرانه ایمنی برایش وضع می‌شود، مشکلات حاد تنفسی ایجاد نمی‌کند. همچنین گلس‌بلاست در مقایسه با سند بلاست، سطح لطیف تر و یکنواخت‌تری ارائه‌می‌دهد، به طوری که در کاربردهای خاص مثل تمیز کاری کانی‌های معدنی، از ماسه‌فشانی به این دلیل که ممکن است به قطعه آسیب واردشود، استفاده نمی‌شود. مزیت دیگر این روش بازیافت‌پذیری نسبتاً بالای آن می‌باشد، به طوری که چندین‌بار قابلیت استفاده مجدد با حفظ عملکرد را دارد. به‌طور معمول میزان قابلیت استفاده از آن، قبل از نیاز به تعویض، ۴ الی ۶ سیکل می‌باشد.
همچنین این روش می‌تواند با استفاده از هر دو روش فشار و مکش روی قطعه اعمال‌شود، در نتیجه می‌تواند در هزینه صرفه‌جویی‌کند، چون که دستگاه‌های پاشنده ذرات که با فشار کارمی‌کنند، از آن‌ها که با مکش کارمی‌کنند، گران‌ترند.

### معایب شیشه‌پاشی
به دلیل مقاومت کمی که شیشه نسبت به سایر مواد همچون انواع فولاد دارد، دوام نسبتاً زیادی در فرایند نمی‌آورد و همچنین این روش سرعت بالایی هم ندارد. مقاومت شیشه حتی از سرباره ذغال سنگ نیز کمتر است که به‌ناچار فرایند را کندتر از سایر روش‌های مبتنی بر پاشش ذرات می‌کند. مورد دیگر اینست که این روش سطحی یکنواخت و لطیف ایجاد می‌کند و درنتیجه در مواردی که نیاز است که پوششی بر روی سطح اعمال‌شود، گزینه مناسبی نمی‌باشد؛ زیرا رنگ و سایر پوشش‌ها، چسبندگی بالاتری به سطح زمخت دارند. و در آخر، با این که این روش بازیافت‌پذیری نسبتاً خوبی دارد، در مقایسه با سایر روش‌ها همچون شات‌بلاست با استفاده از فولاد، ضعیف‌تر عمل‌می‌کند، چون که فولاد مقاومت بسیاری دارد و بارها می‌تواند مورد استفاده مجدد قراربگیرد.

## موارد مصرف
با توجه به دانستن مزایای این روش، بهتر می‌توان کاربردهایش را بررسی‌کرد.
در این روش اثر دانه‌های شیشه بر روی قطعه نمی‌ماند و سطح یکنواخت و لطیفی ایجاد می‌شود، در نتیجه این روش برای پاک کردن رنگ، پوشش و زنگ‌زدگی از روی قطعه بسیار مناسب است. اما در مواردی که نیاز است که اثر پاشش دانه‌ها روی قطعه بماند، نیاز است که از ذرات فولادی یا اکسید آلمینیوم استفاده کرد، چون که این روش اثری زمخت بر روی سطح نمی‌گذارد.

## ماشین‌آلات مربوط
باتوجه به این که دانه‌های شیشه استفاده مجدد می‌شوند، ماشین‌آلات خاصی را برای این منظور احتیاج دارند. ذرات شیشه جرم کمی دارند و درنتیجه به خوبی در ماشین سندبلاستی که با مکش کار می‌کند کارایی دارند. استفاده از دانه‌های شیشه در ماشین سند بلاست استاندارد خیلی معمول نیست ولی خرده‌شیشه در این ماشین‌ها استفاده می‌شوند.
ماشین آلات پاشنده ذرات به‌طور کلی از سه قسمت کمپرسور، نگهدارنده دانه‌ها و نازل تشکیل‌شده‌اند. کمپرسور هوای اطراف را فشرده کرده و در یک فشار مشخصی وارد لوله‌ای می‌کند که جهت پاشش ذرات استفاده‌می‌شود.

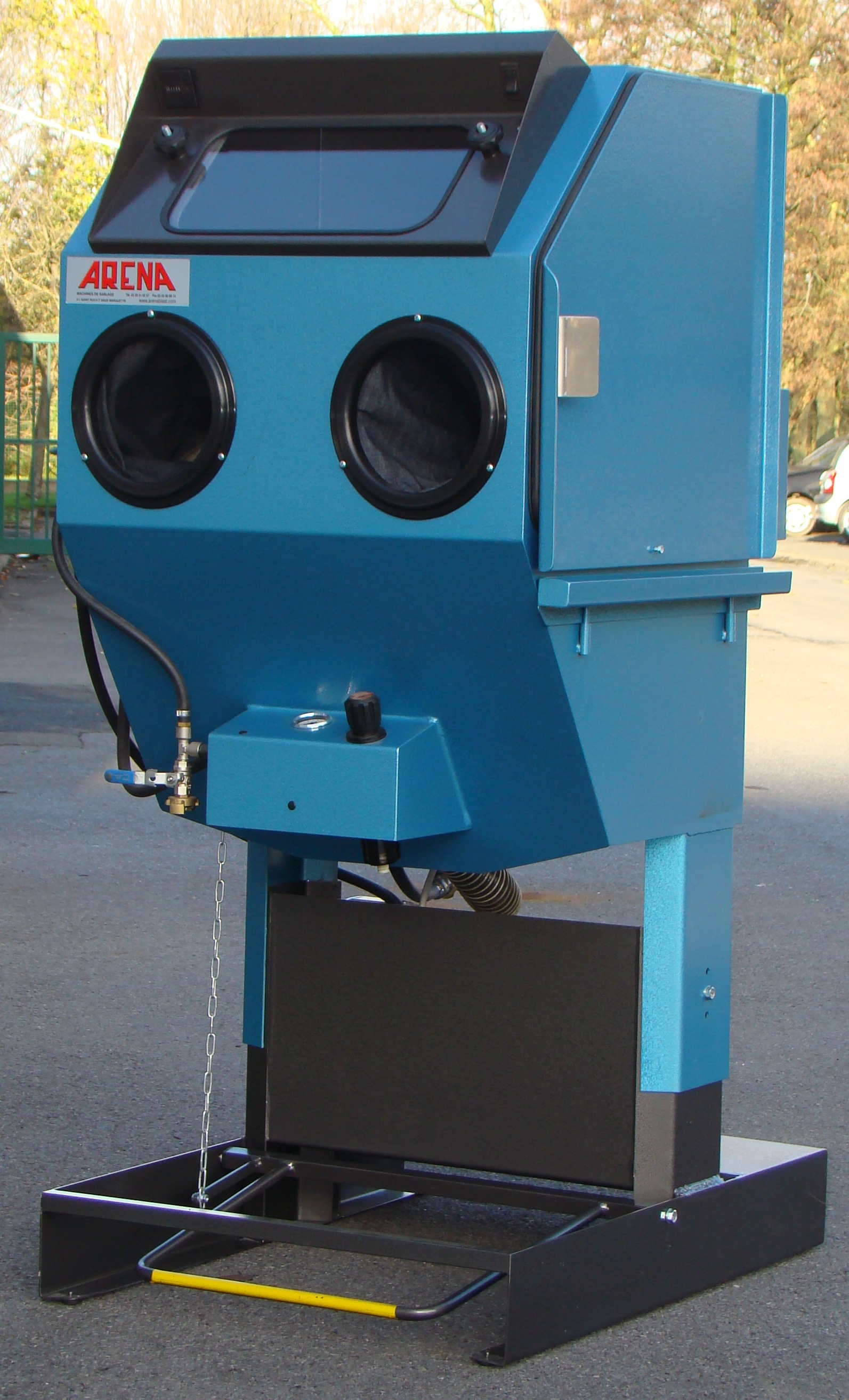
ماشین ماسه‌پاش

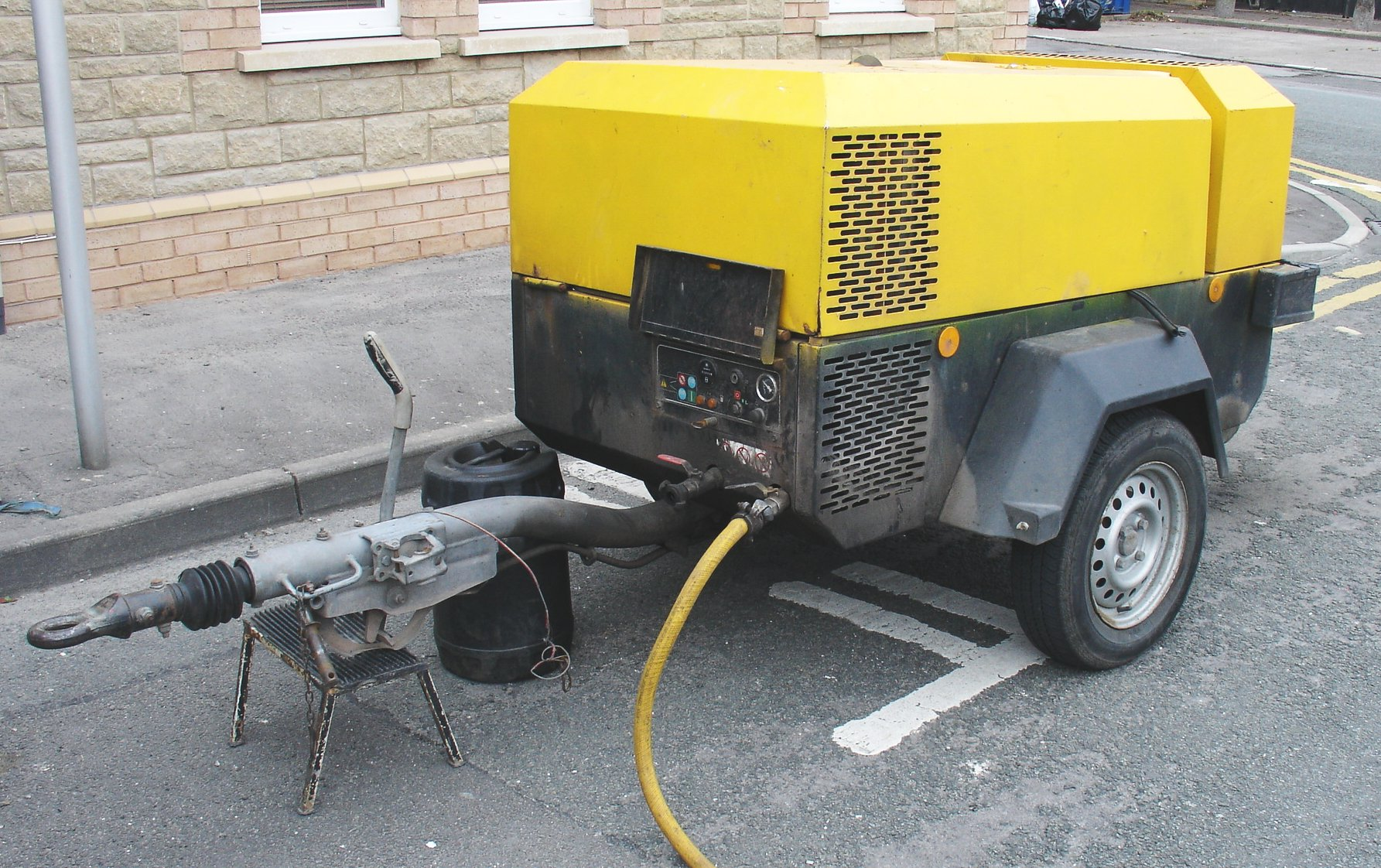
کمپرسور دیزلی در یک دستگاه پاشنده ذرات

### فرایند پرداخت‌کاری با دانه‌های شیشه
به‌طور معمول هرچه فشار را در فرایند شیشه‌فشانی افزایش دهیم، تأثیر بیشتری می‌توانیم بر روی سطح بگذاریم و همچنین سرعت فرایند را می‌توانیم بیشترکنیم، تغییرات بیشتری هم ممکن است با این عمل، بر روی سطح ایجاد شود.
در بین دو روش شیشه‌فشانی با فشار و مکش، استفاده از فشار، سرعت فرایند را بیشتر می‌کند و در نتیجه می‌تواند تغییراتی را بر روی سطح ایجادکند (در صورتی که زمان و فشار فرایند کنترل نشود). بهترین روش در این فرایند این است که از فشار بسیار کوچکی شروع کرده و به‌تدریج فشار را افزایش دهیم تا به فشار مطلوبمان برسیم. فشار بیشینه برای فرایند پرداخت‌کاری با دانه‌های شیشه، به‌طور معمول ۸۰ پوند برای ماشین‌آلاتی که با مکش کار می‌کنند و ۴۰ پوند برای آن‌هایی است که با فشار کار می‌کنند.
با توجه به این عددها به خوبی می‌توانیم تایم و فشاری که برای گرفتن بهترین نتیجه نیاز است را تخمین‌بزنیم. برای گرفتن بهترین نتیجه در این روش، معمولاً از یک فرایند دو مرحله‌ای استفاده می‌کنند. در مرحله اول ابتدا سطح را با استفاده از ذرات گوشه تیزی همچون نارسنگ و کرندوم پرداخت‌کاری می‌کنند. این عمل سطح را کامل از هرگونه کثیفی، چربی، اکسید و اثرات تغییر رنگ ناشی از حرارت جوشکاری پاک‌می‌کند و سطحی یکنواخت ایجاد می‌کند. در این مرحله، سطح قطعه ظاهری مات پیدامی‌کند. پس از این مرحله، با وجود این که قطعه تمیز می‌شود، خط‌وخش‌هایی بر روی قطعه ایجاد می‌شود. به این دلیل است که از فرایند گلس‌بلاست تنها جهت پرداخت اولیه قبل از فرایند پوشش‌دهی و رنگ استفاده می‌شود. برای بدست‌آوردن سطح با نمای فلز، در مرحله دوم، قطعه با استفاده از دانه‌های شیشه، پولیش می‌خورد. پس از این مرحله، سطح زمخت قطعه لطیف‌تر می‌شود و همچنین احتمال دیده‌شدن عیوبی همچون خط و خش، اثرات جوشکاری و مک‌های ریخته‌گری کاهش می‌یابد. پرداخت‌کاری و تمیزکاری با دانه‌های شیشه ظاهری لطیف و زیبا را به‌وجود می‌آورد و همچنین مقاومت قطعه را در برابر خوردگی و فرسایش افزایش می‌دهد. برای پولیش مجدد سطح نیز از دانه‌های سرامیکی یا شیشه‌ای استفاده می‌شود. قطعه‌ها با جنس‌های متفاوت، ممکن‌است که تفاوتی جزئی در رنگ و سختی داشته‌باشند که با استفاده از تغییر فشار، سرعت و اندازه دانه‌ها در فرایند گلس‌یلاست، کیفیت سطح را می‌توان تحت‌تاثیر قراردهد.
در واقع می‌توان‌گفت که شیشه‌پاشی نه تنها برای پرداخت نهایی یک قطعه بسیار مناسب است، بلکه می‌تواند به‌عنوان پرداخت اولیه، قبل از فرایندهای شیمیایی همچون الکتروفرمینگ، رنگ و آندش استفاده شود.